# Czeczeńsko-Inguski Obwód Autonomiczny
Czeczeńsko-Inguski Obwód Autonomiczny, Czeczeńsko-Inguski OA (ros. Чечено-Ингушская автономная область) – obwód autonomiczny w Związku Radzieckim, istniejący w latach 1934-1936, wchodzący w skład Rosyjskiej FSRR.
Czeczeńsko-Inguski Obwód Autonomiczny został utworzony 15 stycznia 1934 r. z połączenia Czeczeńskiego i Inguskiego OA. Obwód istniał niespełna 3 lata – 5 grudnia 1936 r. poprzez poszerzenie zakresu autonomii i podniesienie rangi został przekształcony w Czeczeńsko-Inguską Autonomiczną Socjalistyczną Republikę Radziecką
 Informacje nt. położenia, gospodarki, historii, ludności itd. Czeczeńsko-Inguskiego Obwodu Autonomicznego znajdują się w: artykule poświęconym Republikom Czeczenii i Inguszetii, jak obecnie nazywają się rosyjskie jednostki polityczno-administracyjne, będące prawną kontynuacją Obwodu.